# Hydriomena proba
Hydriomena proba är en fjärilsart som beskrevs av Druce 1893. Hydriomena proba ingår i släktet Hydriomena och familjen mätare. Inga underarter finns listade i Catalogue of Life.